# Araneus myurus
Araneus myurus là một loài nhện trong họ Araneidae.
Loài này thuộc chi Araneus. Araneus myurus được Tord Tamerlan Teodor Thorell miêu tả năm 1877.